# Neleucania
Neleucania é um gênero de traça pertencente à família Arctiidae.